# トミ藤山
トミ藤山 (1940年1月10日 - ) は、愛知県名古屋市出身のカントリー歌手。日本人女性で初めて『グランド・オール・オープリー』に出演した。

## 経歴

### 初期
1940年1月10日、愛知県名古屋市で生まれた。幼少時より、音楽好きな父親の影響で歌い始た。10歳の時、地元の小柳三芸能に所属し、山路美鳩の名で東海地方の劇場で歌手活動を開始。
1953年、上京してテイチク・レコードと契約し、山路智子の名で歌謡曲でデビューした。日本でテレビ放送が開始された頃の1954年、オリエンタル・カレーのコマーシャル曲を歌って長年使用され、現在でも「オリエンタル・カレーの少女」として認識されている。1956年、英語は話せなかったが、カントリーに転向。すぐに米軍基地内のクラブで歌うよう依頼され、多くの演奏機会を得た。アメリカ人にとって「智子」は発音しづらいため「トミ」と呼ばれるようになった。
1959年、伊東正憲の尽力により日本コロムビアに移籍し、名誉会長の藤山愛一郎および歌手の藤山一郎にあやかり芸名を「トミー藤山」と名付けれられた。日本コロムビアでの最初の5年間で、当時の日本で名高い音楽家をバックに21枚のシングルおよび7枚のアルバムをレコーディングした(具体的には、堀威夫とスイング・ウエスト、原田実とワゴン・エース、マウンテン・プレイボーイズなど)。

### アメリカでの活躍
1950年代から1960年代、米軍キャンプやクラブなどで精力的に活動した。1964年、米軍キャンプでの活躍が認められ、渡米してラスベガスのミント・ホテルでショーを始めたが、英語の契約書が読めず1日3回から4回公演を週7日つまり無休で契約してしまい、さらに6週間単位の契約が12回更新された。同年11月9日、ミント・ホテルでのショーが評判を呼び、日本人女性として初めてカントリーの本場であるテネシー州ナッシュビルのライマン公会堂での『グランド・オール・オープリー』の39周年記念放送でジョニー・キャッシュの次に出演した。『テネシー・ワルツ』を歌い、約150cmの小柄な体と小さな語り口調からは想像つかない歌声からこの日唯一のスタンディングオベーションを受け、3回アンコールに応えた。この模様はAP通信より全世界に向け発信されて多数の新聞社が記事にしたが、日本では全く報道されなかった。同年、ABCの人気バラエティー番組『レス・クレイン・ショー』およびCBSの『ダニー・トーマス・ショー』に出演した。1965年、『ロンリー・トゥギャザー』がアメリカで5万枚以上を売り上げ、カントリー部門で日本人初のチャートインを果たした。1年半のアメリカでの活動後に帰国した。1966年、ベトナム戦争中、米軍からの要請により米軍慰問団に参加し、3ヶ月間、ベトナム各地のキャンプを慰問してまわり、帰国後、台湾、フィリピン、タイ、南ベトナム、グアム、サイパンなど極東地域の米軍キャンプ内のクラブで活動を行なった。

### 引退および復帰
1970年代中期、結婚を機に引退したが、1980年代後期から1990年代初頭にかけて、復帰への意欲と葛藤しながら過ごしていた。1994年6月21日、日本コロムビア時代のベスト盤『トミー藤山 カントリー・ヒット』が出版された。1995年、ステージ・ネームをトミ藤山に改め、15年ぶりに復帰した。新しいアルバムのレコーディングのためナッシュビルを訪れ、1964年に『グランド・オール・オープリー』に紹介したビル・アンダーソンと30年ぶりに再会し、アンダーソンはデュエットを申し出てて多くのトップ・ミュージシャンと共にアルバム『ロンリー・トゥギャザー』のリメイクをレコーディングし、1996年3月21日に日本クラウンからリリースされて多くの称賛を得た。1997年8月、ナッシュビルのラジオ局WSMで放送している『ミッドナイト・ジャンボリー』に出演するため再渡米した。1999年、実力を海外で試すべく、アルバム『ロンリー・トゥギャザー』から『ブギ・ウギ・ヨーデル』のサンプルCDをコムストック・レコードからアメリカやヨーロッパの放送局に配布し、インディーズでのキャリアが始まり、インディーズ部門で第5位、ヨーロッパでは総合第14位を獲得した。2000年2月、別のシングル・カット『グッドモーニング・サンシャイン』はヨーロッパのカントリー・チャートで第14位を獲得した。

### ドキュメンタリー『Made in Japan』
2004年、映画監督ジョシュ・ビショップは日本人ジャズ歌手と結婚した。同年、妻がボーカルレッスンを受けていた藤山と出会い、翌年より自費でドキュメンタリーを製作し始めた。この映画は1964年にグランド・オール・オープリーに出演した藤山が40年後に再度オープリーに出演すべくこれまでの軌跡をたどるドキュメンタリーであり、ビショップは2010年頃の離婚後も継続して10年以上かけて製作した。題名は藤山がよく「Made in Japan」と語っていたことから名付けられた。2015年3月17日、テキサス州オースティンで行われたサウス・バイ・サウスウエスト(SXSW)で、イライジャ・ウッドおよびモーガン・スパーロックがエグゼクティブ・プロデューサー、ジョシュ・ビショップが監督、藤山が主演したドキュメンタリー『Made in Japan』が封切られた。ウッドはさらにこの映画のナレーターも務めた。公開記念ライヴではハンク・ウィリアムズの『ユア・チーティン・ハート』やパッツィ・クラインの『クレイジー』などを演奏して称賛を受けた。またナッシュビル映画祭でこの映画は審査員特別賞を受賞した。

現在もアメリカを中心に世界中の映画祭で『Made in Japan』が上映され、その多くに藤山自身も出席している。

## ディスコグラフィー

### シングル (SP)
「山路智子」名義
- 泪の乙女鳥 / おばこ十七 (1953.09。テイチク C-3518。バックはテイチク管弦楽団)
- 形見の舞扇 (1953.09。テイチク C-3522。バックはテイチク管弦楽団。A面は白根一男「伊豆の旅役者」)
- 主は沖ゆく片帆舟 (1953.11。テイチク C-3551。バックはテイチク管弦楽団。B面は白根一男「泪の船唄」)
- 大島月夜 (1954.06。テイチク C-3644。バックはテイチク管弦楽団。B面は白根一男「天龍恋唄」)
- 娘艶歌師 (1954.07。テイチク C-3655。A面は真木不二夫「さすらいの旅女形」)
- 五ツ木哀歌 (1954.08。テイチク C-3669。B面は小唄勝太郎「おけさワルツ」)
- 天城の恋唄 / 朝来月夜 (1954.10。テイチク C-3701。バックはテイチク管弦楽団)
- 瀬戸の恋唄 (1955.04。テイチク C-3777。バックはテイチク管弦楽団。B面は鈴木三重子「コッキリコ節」)
- 思い出おけさ (1955.05。テイチク C-3794。B面は鈴木三重子「泪の島椿」)
- 北海の終着駅 (1955.06。テイチク C-3811。バックはテイチク管弦楽団。A面は白根一男「黄昏れのラマ塔」)
- 太閤音頭 (1955。テイチク C-123。今村隆との共同名義。バックはテイチク合唱団とテイチク管弦楽団。A面は田端義夫「名古屋シャンソン」)
- 君と二人でチャチャチャ (1956.01。テイチク C-3928。A面は菊池章子「さよならマンボ」)
- ジャニー・ギター / スローリー (1956.01。テイチク JS-15039。バックはチャック・ワゴン・ボーイズ)

### シングル (7インチ)
- テネシー・ヨーデル・ポルカ / カウボーイ・エレジー (1960.02。日本コロムビア SA-316。バックは、A面が堀威夫とスイング・ウエスト、B面がコロムビア・オーケストラ)
- 夜霧に泣いて (1960.02。日本コロムビア SA-326。バックはコロムビア・オーケストラ。A面は小林旭「やくざの詩」)
- 山はふるさと (1960.06。SA-404。バックはコロムビア・オーケストラ。A面は青木光一「山の歌」)
- 夏の日の恋 / ティーン・エンジェル (1960.08。日本コロムビア SA-383。バックは、A面がコロムビア・オーケストラ、B面が原田実とワゴン・エース)
- 忘れないで (1960.10。日本コロムビア SA-475。バックはコロムビア・オーケストラ。B面は織井茂子「誰がロビンを殺したか」)
- 黒いリボン / 何んにも言えずに (1961.07。日本コロムビア SA-644。バックは、A面がモダン・トーンズとジャズ・アカデミー、B面が中村八大モダン・トリオ)
- あらまー節 / 私情彼氏の唄 (1961。日本コロムビア SA-721)
- 別れるときがきても (1962.02。日本コロムビアSA-796。バックはコロムビア・オーケストラ。A面は守屋浩「停泊三日間」)
- 帽子とそよ風 (1962.07。日本コロムビア SA-913。バックはコロムビア・オーケストラ。A面は松島トモ子「丘にのぼろう」)
- こころのこり (1963.02。日本コロムビア SA-1054。バックはザ・クイブラーズとエマノン・ストリング。A面は若山彰「サン・マルコの鐘」)
- 涙のウェディング・ベル / 風車小屋の娘 (1963.08。日本コロムビア SAS-56)
- メキシコ物語 / ひとりでこころに (1963.12。日本コロムビア SAS-165。バックはコロムビア・オーケストラ)
- 東京の君をしのぶ / さよなら日本 (1964.07。日本コロムビア SAS-257)
- Lonely Together / In the Beginning (1965。米Nugget NR-234)
- 忘れないで / 恋のはじまり (1965.11。日本コロムビア JPS-24。バックは、両面がコロムビア・オール・スターズ、A面のみコバルト・ヴォーカル・グループ)
- コザの街夜曲 / 芭蕉布 (1966.08。日本コロムビア SAS-768。バックはコロムビア・オーケストラ)
- 星月夜 / 歌馬鹿 (1974.11。キング NCS-703)

### シングル (CD)
- 1999年、ブギ・ウギ・ヨーデル
- 2000年、グッドモーニング・サンシャイン

### EP
- トミー、ウェスタンを唄う (1963.10。日本コロムビア ASS-12。愛さずにはいられない～いつわりの心～馬鹿な私～ジャンバラヤ。バックはコロムビア・ワゴン・ボーイズ)

### アルバム (LP)
- アメリカ旅日記 (1960.02。日本コロムビア AL-194。バックは原田実とワゴン・エース)
- 峠のわが家: 少女愛唱歌集 (1960.06。日本コロムビア AL-213)
- インディアン・ラブ・コール (1960.07。日本コロムビア AL-222。バックは原田実とワゴン・エース)
- なつかしのリバイバル・ソング第3集 (1961.11。日本コロムビア AL-312)
- V.A. / ブルースをうたおう (1962.03。日本コロムビア AL-341。小林旭、森サカエ、佐々木功、神戸一郎、淡谷のり子、松方公樹とのオムニバス) *B1「懐かしのブルース」
- V.A. / リバイバルで楽しいひとときを: 懐かしのリバイバル・ヒット集 (1962.06。日本コロムビア AL-5010) *B3「古き花園」、B5「酒は涙か溜息か」
- アメリカ旅日記第2集 (1962.12。日本コロムビア ALS-170。バックはコロムビア・ワゴン・ボーイズ)
- ウェスターン・ヒット・10 (1963.07。日本コロムビア ALS-196。バックはコロムビア・ワゴン・ボーイズ)
- ヨーデルは招く! (1963.08。日本コロムビア ALS-203。大野義夫との共同名義、バックは原田実とワゴン・エース)

### アルバム (CD)
- カントリー・ヒット (1994.06.21。日本コロムビア COCA-11784) *日本コロムビア時代のコンピレーション
- ロンリー・トゥギャザー (1996.03.21。日本クラウン CRCP-20124)
- GOLD-Visit in America- (2002.09.01。美里音 MRO-101)
- 昭和歌謡名曲選 (2010。美里音 MRO-102)

## 著書
- ころび転ぶよ音楽人生 (2003.12 文芸社。序文: ジェームス三木、かまやつひろし) ISBN 978-4835569550

## 出演歴

### コンサート、ライヴ
- 1964年、ミント・ホテル(ネバダ州ラスベガス)
- 2001年10月、キウイ・カントリーミュージック・フェスティバル(ニュージーランド、オークランド)
- 2003年、タイ王国バンコクライヴwith Dr. K Project(日本人カントリーバンド初)
- 2004年、自叙伝『ころび　転ぶよ　音楽人生』出版記念コンサート(共演: かまやつひろし、森山良子、なぎら健壱
- 2004年、コンサートwith廣木光一(浜離宮朝日ホール)
- 2005年、コンサートwith廣木光一、国府弘子(ヤクルトホール)
- 2006年3月、NHKラジオ深夜便の集い
- 2006年10月、トミ藤山・わがままコンサート～TOMI IN THE BOX～(草月ホール)
- 2007年10月、トミ藤山わがままコンサートPart.2(草月ホール)
- 2008年、祝春一番(服部緑地)
- 2008年、ライヴ(ブルース・アレイ・ジャパン)
- 2009年、バースデーライヴ(高円寺・JIROKICHI)
- 2009年、札幌ばんけい・ジャズ・フェスティバル
- 2010年、古稀バースデーライヴ(高円寺・JIROKICHI)
- 2010年、コンサート(浅草公会堂)
- 2011年、バースデーライヴ(高円寺・JIROKICHI)
- 2011年、ラジオ深夜便再現コンサートwith室町澄子(渋谷公園通りクラシックス)
- 2011年、ライヴwith早川岳晴(下北沢LADY JANE)
- 2011年、元気の出るコンサート(伊那市生涯学習センター)
- 2011年、2Daysライヴ(札幌キコキコ商店)
- 2011年、寒川アメリカンミュージック・チャリティコンサート
- 2012年3月30日、トミ藤山　カントリーナイト(コージーサークル)
- 2012年4月8日、ラジオ深夜便「再会」Vol.3(渋谷公園通りクラシックス)
- 2012年5月13日、トミ藤山 Country Live 2012 Vol.7(松山ライブ＆バー・ルシール)
- 2012年7月6日、トミ藤山　カントリーナイト(コージーサークル)
- 2012年10月14日、ラジオ深夜便「再会」Vol.4(渋谷公園通りクラシックス)
- 2012年10月24日、ミュージック・シティ・ルーツ with アリソン・ブラウン
- 2012年10月27日、ブルーグラス・アンダーグラウンド with ラルフ・スタンリー
- 2012年11月17日、カントリー＆ウエスタン・ライヴ(宇都宮ブロンコ)

### ラジオ
- 1964年11月、グランド・オール・オープリー(テネシー州ナッシュビル)* 1997年8月、ミッドナイト・ジャンボリー(テネシー州ナッシュビル)
- 2000年～2007年、ラジオ深夜便(NHK)
- 2001年5月、ウッドソング(ケンタッキー州レキシントン、およびネット配信)

### テレビ
- 1964年12月、レス・クレイン・ショー(ABC)
- 1964年、ダニー・トーマス・ショー(CBS)

### 映画
- 2015年、Made in Japan(ドキュメンタリー、ジョシュ・ビショップ監督)